# Adam Fitz William
Sir Adam Fitz William († zwischen 16. und 19. Mai 1238) war ein englischer Richter und Ritter. Er baute mit das Amt des Escheator auf, wobei sein Leben noch in weiten Teilen unerforscht ist, da viele Urkunden aus der ersten Hälfte des 13. Jahrhunderts aus Hertfordshire und anderen englischen Grafschaften noch unveröffentlicht sind.

## Herkunft
Adam Fitz William war ein Ritter aus Hertfordshire. Seine Familie lässt sich vermutlich bis auf Adam son of Hubert de Ryes zurückführen, der nach dem Domesday Book 1086 Grundbesitz in Hertfordshire besaß. Adam war ein Sohn von William fitz Simon, der vermutlich zwischen 1212 und 1215 starb. Daraufhin erbte er den Landbesitz bei Hatfield, den er mit einer halben Knight’s fee als Vasall der Bischöfe von Ely hielt. Der Großteil der Besitzungen waren aber Ländereien bei Almshoe bei Hitchin und Radwell bei Baldock, die er als Lehen des Barons Robert FitzWalter hielt. Weitere kleinere Besitzungen hatte er in Essex und in Kent, darunter das Gut von Shelve bei Lenham.

## Dienst als Richter
Während des Ersten Kriegs der Barone ab 1215 unterstützte Adam die von seinem Lehnsherrn Robert FitzWalter geführten Rebellen im Kampf gegen König Johann Ohneland, weshalb seine Besitzungen 1216 vom König beschlagnahmt wurden. Nach dem Ende des Bürgerkriegs 1217 erhielt er seine Besitzungen zurück und unterstützte den Regentschaftsrat, der für den minderjährigen König Heinrich III. die Regierung führte. In den nächsten Jahren übernahm er eine Reihe von lokalen Ämtern in Hertfordshire. 1232 wurde er zu einem der Richter des Common Bench ernannt. Neben den Verhandlungen in Westminster leitete er vor allem mit seinen Kollegen William of St Edmunds und William of Raleigh Verhandlungen vor Assize Courts in mehreren Grafschaften. Nach dem Sturz der von Peter des Roches und Peter de Rivallis dominierten Regierung im Frühjahr 1234 änderte Heinrich III. die Zusammensetzung der Regierung. Dabei wurden am 6. Juni 1234 Adam und Richard de la Lade zu Escheators south of Trent ernannt. Die Aufgabe dieses neu geschaffenen Amtes war die zentrale Verwaltung von heimgefallenen Kronlehen und von Vormundschaften in England südlich des Trent. Von Sommer 1234 bis Sommer 1236 gehörte Adam zu den Richtern, die unter Leitung von Thomas of Moulton und Robert of Lexinton eine umfassende Gerichtsreise durch zahlreiche Grafschaften durchführten. Während dieser Zeit fanden fast keine Verhandlungen vor dem Common Bench statt. Am 3. Januar 1235 wurde ihm ein jährliches Gehalt von £ 20 gewährt. Ab 1236 führte Adam wieder Verhandlungen am Common Bench durch und leitete zusammen mit dem Richter William de Culworth Assize Courts.

## Konflikt mit St Albans Abbey, Tod und Erbe
Adams Hauptsitz bei Hatfield lag in der Nähe von St Albans Abbey, und wie andere Ritter der Region hatte er Konflikte mit der reichen Abtei. Nach dem Tod von Abt Wilhelm 1235 versuchte er als Escheator die Verwaltung der Besitzungen der Abtei zu übernehmen, während die Mönche dieses Recht erfolgreich für sich beanspruchten. Im Herbst 1237 begann Adam einen weiteren Konflikt mit der Abtei um Landbesitz. Diese Konflikte führten dazu, dass der Chronist Matthew Paris, ein Mönch von St Albans, Adam negativ beurteilte, während der angesehene Senior Justice William of Raleigh ihn hoch schätzte. Adam starb unerwartet, sein Kollege William de Culworth wurde sein Testamentsvollstrecker. Der Name seiner Frau, die ihn überlebte, ist unbekannt. Sein Erbe wurde sein Simon fitz Adam, der kurz vor seinem Tod volljährig geworden war. Seine Nachfahren nannten sich ab dem späten 13. Jahrhundert fitz Simon, ehe die Familie um 1428 in männlicher Erbfolge erlosch.